# Эйд, Анне Берит
Анне Берит Эйд (норв. Anne Berit Eid) — норвежская ориентировщица, чемпионка мира по спортивному ориентированию.
Выиграла золото на индивидуальной дистанции на домашнем чемпионате мира 1978 года, опередив действующую чемпионку мира финку Лийсу Вейялайнен всего на 2 секунды.
Год спустя, в 1979 году, на чемпионате мира, который проходил в финском Тампере, выиграла серебро в эстафете. В индивидуальной гонке была лишь шестая.